# 山田耕二
山田 耕二（やまだ こうじ、1942年5月23日 - ）は、日本の元ラグビー選手及び同監督。

## プロフィール
- 愛知県名古屋市中区出身。
- ポジションはプロップ(PR)。
- 日本代表キャップは1。

## 来歴
名古屋市立工芸高等学校を経て、日本体育大学（以下、日体大）へと進む。日体大2年時となる1963年、日本代表に選出され、カナダへと遠征。そこで、当時八幡製鐵所属の草津正武らとともにブリティッシュコロンビア州戦に出場し、キャップ1を獲得した。
日体大を卒業後、愛知県で教員となり、名古屋市立菊里高校夜間定時制に勤める傍ら、南山大学、名城大学、名古屋栄養短大(のちの名古屋文理大学短期大学部)などでも非常勤講師を務めた。その後、名古屋市立向陽高等学校を経て、1974年に名古屋市立西陵商業高等学校（のちの名古屋市立西陵高等学校。以下、西陵商。）に赴任。同校ラグビー部監督に就任した。
山田が監督に就任後、西陵商は全国高等学校ラグビーフットボール大会（花園大会）の愛知県代表として、ほとんどの年度において出場し、1996年度の第76回全国高等学校ラグビーフットボール大会では、後に競輪選手となる吉田敏洋らを擁して優勝を果たした。
2003年、定年のため教員を退職。また、西陵高校と名称が変わったラグビー部の監督も退任した。
2005年、豊田自動織機シャトルズのシニアディレクターに就任。2006年からは、同チームの総監督となった。